# Наведано (Комо)
Наведано је насеље у Италији у округу Комо, региону Ломбардија.
Према процени из 2011. у насељу је живело 1004 становника. Насеље се налази на надморској висини од 277 м.